# چهاربره
چهاربُره روستایی است از توابع شهرستان بروجرد در استان لرستان. این روستا در دهستان گودرزی این شهرستان قرار دارد. مرکز دهستان گودرزی.

## جمعیت
بنابر سرشماری مرکز آمار ایران، جمعیت چهار بره در سال ۱۳۸۵ برابر با ۱۰۴۵ نفر بوده‌است که از این میان ۵۵۷ نفر مرد و بقیه زن بوده‌اند. این روستا ۲۹۰ خانوار دارد.